# Tűzzel-vassal (regény)
A Tűzzel-vassal (Ogniem i mieczem) Henryk Sienkiewicz egyik leghíresebb történelmi regénye, a Trilógia első része.
A regény két könyvre van osztva, amelyet a kiadók egy-egy kötetben szoktak megjelentetni. Az első könyv 33, a második könyv 29 fejezetből és végszóból áll.

## Története és üzenete
A regény az 1880-as években jelent meg varsói és krakkói napilapokban (Słowo, illetve Czas).
A Trilógia megírásával a szerző a három részre szakított lengyeleket kívánta lelkileg megerősíteni. A három regény (Tűzzel-vassal, Özönvíz, A kislovag) nagymértékben formálta a lengyel nemzettudatot megjelenésüket követően és a 20. században is. A Trilógia pozitív hősei lengyel (Skrzetuski, Zagłoba), valamint asszimilálódott ukrán és litván nemesek (Wołodyjowski, Podbipięta, Kmicic); ez a régi (1772-ig fennállt) Rzeczpospolita nemzetközösségi jellegére utal. A Tűzzel-vassal Kelet és Nyugat küzdelmét mutatja be, és az európai modernizáció által kikezdett hagyományos értékeket kívánja erősíteni (istenhit, egyházhűség, nemesség vezető szerepe), emellett a nacionalizmus értékrendjét hirdeti: az egyéni célok, érdekek fölé helyezi a közösség érdekeit. Sienkiewicz e regénye révén az 1918-as újjászületés és a függetlenségi háborúk (1918-1920) egyik szellemi előkészítőjévé vált.

## Magyar fordítások
A regény Mészáros István szöveghű fordításában, nagy példányszámban jelent meg az 1970-es években. A magyar kiadás azonban rövidített. A csonkítás tendenciózus, és a sienkiewiczi üzenetet gyengíti: a nyugatiak (lengyelek, lengyelhű ukránok és litvánok, általában a katolikusok) pozitív ábrázolása marad ki, a keletiek (Hmelnyickij, Bohun, felkelő kozákok és ukrán jobbágyok) negatív vonásait, tetteit vágták ki a cenzorok. A rövidítés politikailag motiváltnak tűnik, hiszen a felkelő kozákok Oroszországhoz csatlakoztak (későbbi Szovjetunió), a nemesek ellen lázadtak (osztályharc), így felkelésük negatív vetületeiről jobb, ha nem olvasnak a szocialista Magyarországon.
- Tűzzel-vassal. Regény, 1-2.; ford. Bányai Károly; Szt. István Társulat, Bp., 1915
- Tűzzel-vassal. Regény; ford. Mészáros István, utószó Kovács Endre; röv. kiad.; Európa, Bp., 1960
- Tűzzel-vassal. Regény, 1-2.; ford. Mészáros István; Esély, Bp., 1992

## Filmváltozat
A rendszerváltás után, 1999-ben Jerzy Hoffman rendezésében - Ogniem i mieczem - megfilmesítették.

### Alkotók
- rendező: Jerzy Hoffmann
- író: Henryk Sienkiewicz
- forgatókönyvíró: Jerzy Hoffmann, Andrzej Krakowski
- zeneszerző: Krzesimir Debski
- operatőr: Grzegorz Kedzierski
- vágó: Cezary Grzesiuk

### Szereplők
- Michał Żebrowski (Jan Skrzetuski)
- Izabella Scorupco (Helena Kurcewiczówna)
- Andrzej Seweryn (Jeremi Michał Wiśniowiecki)
- Krzysztof Kowalewski (Jan Onufry Zagłoba)
- Wiktor Zborowski (Longinus Podbipięta)
- Zbigniew Zamachowski (Michał Wołodyjowski)
- Bohdan Stupka (Bohdan Hmelnickij)
- Aleksandr Domogarow (Jurko Bohun)
- Daniel Olbrychski (Tuhaj-bej)